# Shape of My Heart (Sting)
Shape of My Heart è un singolo di Sting estratto dal suo quarto album solista, Ten Summoner's Tales, nel 1993. La canzone è stata scritta da Sting insieme al chitarrista Dominic Miller. Il pezzo è stato utilizzato nei titoli di coda del film Léon di Luc Besson del 1994, con Jean Reno e Natalie Portman. È stata inoltre inclusa nell'edizione britannica e giapponese dell'album live ...All This Time nel 2001.
L'idea strumentale del brano è stata ripresa nel singolo di successo Rise & Fall di Craig David, a cui ha partecipato anche Sting.

## Utilizzo e campionamenti
La base musicale di Shape of My Heart è stata usata, in maniera leggermente modificata, dal rapper Nas nella sua canzone The Message contenuta nell'album It Was Written del 1996. Successivamente, è diventata una base popolare nelle canzoni R&B e Hip Hop, probabilmente ispirate da quanto fatto da Nas. Tra i pezzi più famosi che hanno fatto uso della canzone:
- Take Him Back di Monica dall'album The Boy Is Mine del 1998[9]
- Never Let Go di Hikaru Utada dall'album First Love (nuova registrazione strumentale, 1999)[10]
- Rise & Fall di Craig David dall'album Slicker Than Your Average del 2002 (nuova registrazione strumentale, e parte cantata, con nuovi testi, scritti da Sting)[11]
- Shape delle Sugababes dall'album Angels with Dirty Faces del 2002 (include il ritornello originale)[12]
- Ways to Avoid the Sun (How To Avoid the Sun /태양을 피하는 방법) di Rain (비) presente una melodia simile, che è stata probabilmente ispirata da questa canzone[13]
- I Crave You di Shontelle dall'album Shontelligence del 2008[14]
- Pieces di Tory Lanez, in collaborazione con 50 Cent, dall'album Memories Don't Die[15]
- Lucid Dreams (Forget Me) di Juice Wrld del 2018[16]

## Tracce
1. Shape of My Heart – 4:41
2. Walking on the Moon (Live) – 3:39
3. Ne me quitte pas (Live) – 3:33
4. Fragilidad – 3:52

## Classifiche
| Classifica (1993-2016) | Posizione massima |
| ---------------------- | ----------------- |
| Canada                 | 44                |
| Francia                | 96                |
| Islanda                | 10                |
| Regno Unito            | 57                |